# Dan Caldwell
Daniel Wayne Caldwell (nacido el 26 de diciembre de 1959 en Seattle, Washington)  es un exjugador de baloncesto estadounidense. Con 2.01 de estatura, jugaba en la posición de alero y ala-pívot.

## Equipos
- 1978-79 Wenatchee Valley Community College
- 1979-82 NCAA. Universidad de Washington.
- 1982-83 CBA Montana Golden Nuggets
- 1983-85 ACB. Caja de Ronda.
- 1985-87 LEGA. ITA. Libertas Brindisi.
- 1987-90 LEGA. ITA. Viola Reggio Calabria.
- 1991-92 LEGA. ITA. Aurora Desio